# Parasynaptopsis lespedezae koreanus
Parasynaptopsis lespedezae koreanus es una subespecie de coleóptero de la familia Attelabidae.

## Distribución geográfica
Habita en China, Corea y Rusia.